# Opisthotia
Opisthotia là một chi bướm đêm thuộc họ Geometridae.